# Shaolin templom 2.
A Shaolin templom 2. (kínai: 少林小子, pinjin: Shàolín Xiǎozi, magyaros átírásban: Saolin hsziaoce) 1984-es hongkongi-kínai harcművészeti film Jet Livel a főszerepben. A film az 1982-es Shaolin templom folytatása, érdekessége, hogy ebben a filmben látható először együtt Jet Li későbbi első feleségével, Huang Csiu-jen (Huang Qiu-yan)nel, akitől két lánya született.